# Get Up and Jump
"Get Up and Jump" är en låt av Red Hot Chili Peppers från deras debutalbum The Red Hot Chili Peppers som släpptes 1984. Det är den fjärde låten på albumet och den släpptes som singel. Det är den andra låt som Red Hot Chili Peppers skrev. Låtens titel passar då den är mycket snabb och livlig. Denna låt spelades innan Red Hot Chili Peppers fick ett skivkontrakt och kallade sig då för "Tony Flow and the Miraculously Majestic Masters of Mayhem". Basgången till denna låt är en av de svårare då den har högt tempo.

## Låtlista
12"-singel (1984)
1. "Get Up and Jump (Album)"
2. "Baby Appeal (Album)"